# Anthosactis epizoica
Anthosactis epizoica är en havsanemonart som först beskrevs av Ferdinand Albin Pax 1922.  Anthosactis epizoica ingår i släktet Anthosactis och familjen Actinostolidae. Inga underarter finns listade i Catalogue of Life.